# Ion Corvin
Ion Corvin is een Roemeense gemeente in het district Constanța.
Ion Corvin telt 2112 inwoners.